# Строковое ядро
Строковое ядро — это ядерная функция, определённая на строках, т.е. конечных последовательностях символов, которые не обязательно имеют одну и ту же длину. Строковые ядра можно интуитивно понимать как функции, измеряющие похожесть пар строк — чем больше похожи две строки a и b, тем больше значение строкового ядра K(a, b).  
Использование строковых ядер с ядерных алгоритмами обучения, таких как метод опорных векторов, позволяет таким алгоритмам работать со строками без необходимости преобразовывать их к векторам признаков постоянной длины, имеющих вещественные элементы. Строковые ядра используются в областях, где кластеризуется или классифицируется последовательность данных, например, при обработке текстовых данных и анализе генов.

## Неформальное введение
Предположим, что кто-то собирается сравнить два фрагмента текста автоматически и определить их относительную похожесть. Для многих приложений может быть достаточным найти некоторые полностью совпадающие ключевые слова. Примером, когда такое точное совпадение не всегда достаточно, можно найти в детекторах спама. Другим примером может служить компьютерный анализ генов, в котором гомологичные гены имеют мутации, при которых в общей последовательности символы могут быть удалены, вставлены или заменены.

## Предпосылки
Поскольку некоторые хорошо себя зарекомендовавшие методы кластеризации, классификации и извлечения информации из данных (например, метод опорных векторов) разработаны для работы с векторами (т.е. данные представляют элементы векторного пространства), использование строкового ядра позволяет распространить эти методы на последовательные данные.
Метод строкового ядра контрастирует с распространёнными до его появления подходами для классификации текстов, где вектора признаков показывали только присутствие или отсутствие слова. Это не только улучшило существовавшие подходы, но и является примером, как весь класс ядер адаптируется под структуры данных, которые начали появляться в 21-м веке. Обзор таких методов сделал Гэртнер.
В биоинформатике строковые ядра используются для преобразования биологических последовательностей, таких как протеины или ДНК, в вектора для дальнейшего использования в моделях машинного обучения. Примером строкового ядра для таких целей является профильное ядро.

## Определение
Ядро области D — это функция {\displaystyle K:D\times D\to \mathbb {R} }, удовлетворяющая некоторым условиям (симметричная по аргументам, непрерывная, положительно определённая в некотором смысле).
Теорема Мерсера утверждает, что К может затем быть выражен как {\displaystyle K(x,y)=\varphi (x)\cdot \varphi (y)} c функцией {\displaystyle \varphi }, отображающей аргументы в пространство со скалярным произведением. 
Мы можем теперь воспроизвести определение ядра строковых подпоследовательностей над строками из алфавита {\displaystyle \Sigma }. Покоординатно отображение определяется следующим образом:
{\displaystyle \varphi _{u}:\left\{{\begin{array}{l}\Sigma ^{n}\rightarrow \mathbb {R} ^{\Sigma ^{n}}\\s\mapsto \sum _{\mathbf {i} :u=s_{\mathbf {i} }}\lambda ^{l(\mathbf {i} )}\end{array}}\right.}
Индексы {\displaystyle \mathbf {i} } являются мультииндексами, а u является строкой длины n — подпоследовательности могут оказаться разрывными, но промежутки штрафуются. Мультииндекс {\displaystyle \mathbf {i} } задаёт позиции соответствия символов в u и s. {\displaystyle l(\mathbf {i} )} является разницей между первым и последним элементом в {\displaystyle \mathbf {i} }, то есть как далеко отстоит подпоследовательность в s от соответствующей ей подпоследовательности в u. Параметр {\displaystyle \lambda } может быть установлен в любое значение между 0 (промежутки не разрешены, так как только 00 равно не 0, а 1) и 1 (подпоследовательности даже с большими расстояниями весят столько же, сколько и без расстояний, то есть как непрерывные подпоследовательности), так как {\displaystyle 1^{l(\mathbf {i} )}=1}.  
Для некоторых важных алгоритмов данные получаются алгоритмом только в выражениях, использующих скалярное произведение от вектора признаков, вследствие чего они и получили название ядерные методы. Поэтому желательно, чтобы не нужно было явно вычислять преобразование {\displaystyle \varphi (x)}, а можно было бы вычислять только скалярное произведение через ядро, что может быть много быстрее, особенно при применении аппроксимации.